# Joseph Chennoth
Joseph Chennoth (1943-2020; tiếng Trung:車納德, tạm dịch:Giuse Xa Nạp Đức) là một giám mục, sứ thần Tòa Thánh người Ấn Độ của Giáo hội Công giáo Rôma. Ông từng là Sứ thần Tòa Thánh tại Nhật Bản, Giám mục Tham tán với Chính quyền Trung Quốc, Sứ thần Tòa Thánh tại Chad và Cộng hòa Trung Phi, Tanzania.

## Tiểu sử
Tổng giám mục Chennoth sinh năm 1943 tại Kockamangalam, thuộc Ấn Độ. Sau quá trình tu học dài hạn tại các cơ sở chủng viện theo quy định của Giáo luật Công giáo, Phó tế Chennoth tiến đến việc được truyền chức linh mục vào ngày 4 tháng 5 năm 1969. Nghi thức truyền chức do giám mục Phaolô Thành Thế Quang (Paul Ch’eng Shih-kuang), giám mục chính tòa Giáo phận Đài Nam (Tainan), Đài Loan, tân linh mục là thành viên linh mục đoàn Tổng giáo phận Ernakulam, nghi lễ Syro-Malabar. Từ ngày 26 tháng 4 năm 1995, ông phụ trách vấn đề liên lạc giữa Tòa Thánh với chính quyền Trung Quốc.
Ngày 24 tháng 8 năm 1999, tin tức từ Tòa Thánh cho biết Giáo hoàng đã tuyển chọn linh mục Joseph Chennoth, 56 tuổi gia nhập Giám mục đoàn, cụ thể với chức vị Tổng giám mục Hiệu tòa Milevum, danh hiệu Sứ thần Tòa Thánh tại Trung Phi và Chad. Lễ tấn phong cho vị sứ thần tân cử được cử hành sau đó vào ngày 30 tháng 10 cùng năm. Ba giáo sĩ chủ sự nghi thức tấn phong gồm có chủ phong là Hồng y Angelo Sodano, Quốc vụ khanh Tòa Thánh; hai vị phụ phong gồm có Tổng giám mục Varkey Vithayathil, C.SS.R., Giám quản Tông Tòa tổng giáo phận Ernankulam và Tổng giám mục Jean-Louis Pierre Tauran, Ngoại trưởng Tòa Thánh.
Sau hơn năm năm phục vụ tại Châu Phi, cụ thể là hai quốc gia Chad và Trung Phi, ngày 15 tháng 6 năm 2005, Tòa Thánh công bố quyết định thuyên chuyển Tổng giám mục Sứ thần Chennoth làm Sứ thần Tòa Thánh tại Tanzania. Sáu năm sau sự thuyên chuyển năm 2005, ngày 15 tháng 8 năm 2011, Tòa Thánh một lần nữa công bố quyết định thuyên chuyển Tổng giám mục Chennoth, lần này được chọn làm Sứ thần Tòa Thánh tại Nhật Bản.
Ông qua đời ngày 8 tháng 9 năm 2020.